# Ituglanis amazonicus
Ituglanis amazonicus es una especie de peces de la familia Trichomycteridae en el orden de los Siluriformes.

## Morfología
• Los machos pueden llegar alcanzar los 7,5 cm de longitud total.

## Distribución geográfica
Se encuentran en las cuencas de los ríos  Amazonas y  Surinam.